# Parviz Jalayer
Parviz Jalayer   (Teheran, 6 d'octubre de 1939 - 6 de juliol de 2019) fou un aixecador iranià que va competir durant les dècades de 1960 i 1970.
El 1964 va prendre part en els Jocs Olímpics d'Estiu de Tòquio, on fou setè en la categoria del pes lleuger del programa d'halterofília. Quatre anys més tard, als Jocs de Ciutat de Mèxic, va guanyar la medalla de plata en la mateixa categoria.
En el seu palmarès també destaquen dues medalles al Campionat del món d'halterofília , de bronze el 1966 i de plata el 1968; així com una medalla d'or als Jocs Asiàtics de 1966 i dues medalles de plata als Campionats Asiàtics d'halterofília, el 1965 i 1966. Durant la seva carrera va establir un rècord mundial.